# Václav Bára
Václav Bára, né le 15 juin 1908 à Prague et mort le 6 mars 1990, est un joueur de football tchécoslovaque, international à deux reprises dans les années 1930. 
Champion avec le Slavia Prague, il rejoint le SC Fives en 1933 et devient le meilleur buteur du club lors de la saison 1933-1934.

## Statistiques
| Saison    | Club          | Championnat | Championnat | Championnat | Coupe(s) nationale(s) | Coupe(s) nationale(s) | Sélection       | Sélection | Sélection | Total | Total |
| Saison    | Club          | Division    | M.          | B.          | M.                    | B.                    | Équipe          | M.        | B.        | M.    | B.    |
| 1930-1931 | Slavia Prague | I. Liga     | 4           | 3           | -                     | -                     | Tchécoslovaquie | 1         | 1         | 5     | 4     |
| 1931-1932 | Slavia Prague | I. Liga     | -           | -           | -                     | -                     | Tchécoslovaquie | 1         | 0         | 1     | 0     |
| 1933-1934 | SC Fives      | Division 1  | -           | 19          | -                     | -                     | -               | -         | -         | 0     | 19    |

## Palmarès
- Championnat de Tchécoslovaquie en 1931 avec le Slavia Prague